# اتوزوم
اتوزوم یا کروموزوم غیرجنسی (به انگلیسی: Autosome) به کروموزومهایی گفته می‌شود که برخلاف کروموزوم جنسی در تعیین وراثت نسل‌های بعدی، به‌طور مستقیم نقشی ندارند. تعداد اتوزوم‌ها در انسان ۲۲ کروموزوم است. این کروموزوم‌ها براساس اندازه خود شماره بندی شده‌اند که شماره‌های ۱ تا ۲۲ را در بر می‌گیرند. کروموزوم شماره یک دارای ۲٬۸۰۰ ژن است، در حالی که کروموزوم شماره ۲۲ دارای ۷۵۰ ژن می‌باشد.
| کروموزوم‌های انسان                                                                                            | کروموزوم‌های انسان |
| --- | ----------------- |
| زن (XX) | مرد (XY)          |
| |                   |
| کروموزوم‌های ۱ تا ۲۲ انسان (زن و مرد). کروموزوم جنسی در مردان XY و در زنان XX است که با شماره ۲۳ مشخص شده‌اند. |                   |

اگر آلل‌های یک صفت روی کروموزومهای اتوزوم باشند آن صفت وراثت اتوزومال دارد (یعنی به نسبت مساوی احتمال دارد به فرزندان صرفنظر از جنسیت به ارث برسد) وگرنه انتقال آن تابع جنسیت خواهد بود.